# Strindheim IL
El Strindheim IL es un equipo de fútbol de Noruega que juega en la Tercera División de Noruega, la cuarta categoría de fútbol en el país.

## Historia
Fue fundado el 9 de marzo de 1926 en la ciudad de Trondheim como un club multideportivo que cuenta con secciones en atletismo, balonmano, patinaje y esquí de fondo, la cual es su sección más exitosa y que ha producido campeones mundiales de la especialidad como Petter Northug.
Su sección de fútbol ha jugado en al menos dos ocasiones en la Tippeligaen, una en 1985 y la otra en 1994, en ambas descendió en tan solo una temporada.

## Jugadores

### Jugadores destacados
- Olav Kildal
- Tom Aune